# Mezouň

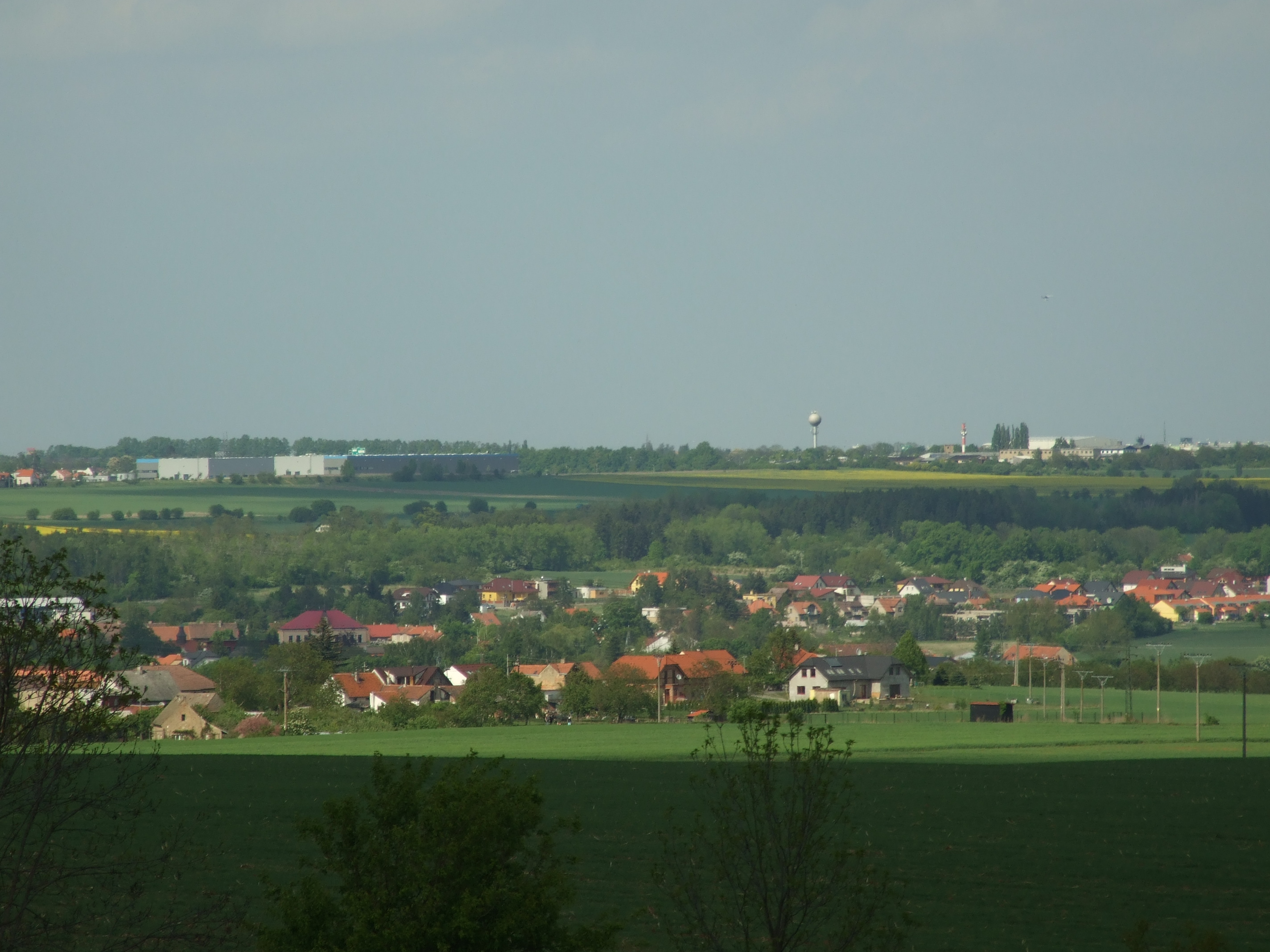
Blick von Vysoký Újezd auf Mezouň

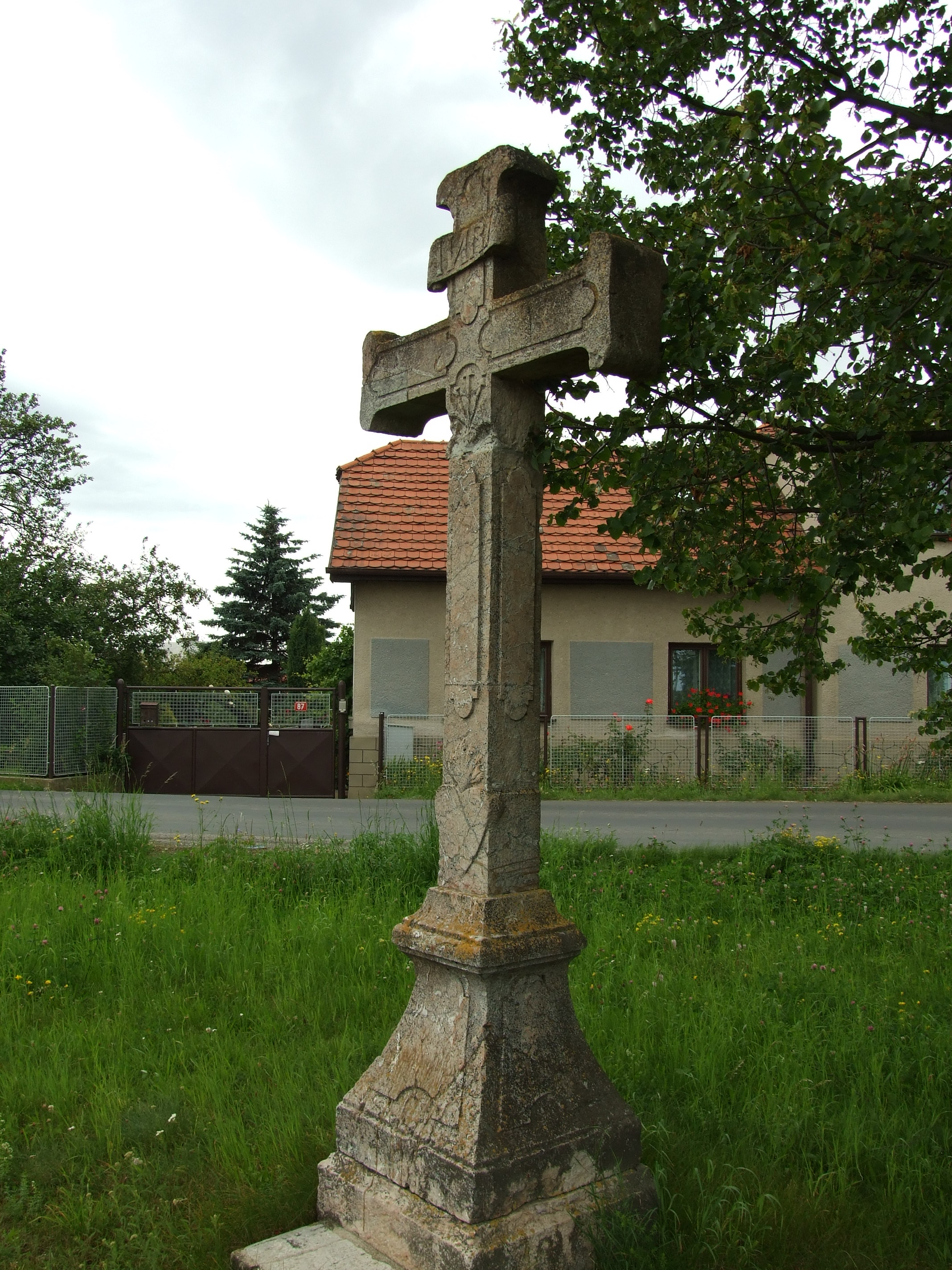
Wegkreuz

Mezouň (deutsch Mesaun) ist eine Gemeinde in Tschechien. Sie liegt vier Kilometer südlich von Rudná und gehört zum Okres Beroun.

## Geographie
Mezouň befindet sich auf der Prager Hochfläche (Pražská plošina) auf einer Hochebene im Quellgebiet der Bäche Krahulovský potok und Mezouňský potok. Westlich erhebt sich die Hačka (425 m), im Nordwesten die Blýskavka (427 m). Nordwestlich des Dorfes verläuft die Bahnstrecke Beroun–Rudná u Prahy, die nächste Bahnstation ist Nučice zastávka.
Nachbarorte sind Drahelčice und Krahulov im Norden, Letník und Nučice im Nordosten, Tachlovice, Prostřední Mlýn und Dolní Mlýn im Osten, Chýnice, Třebotov und Kuchařík im Südosten, Kuchař, Trněný Újezd und Vysoký Újezd im Süden, Černidla, Jánská und Loděnice im Südwesten, Chrustenice im Westen sowie Nenačovice, V Hlubokém und Blýskavka im Nordwesten.

## Geschichte
Archäologische Funde deuten darauf hin, dass sich während der Jungsteinzeit am heutigen Dorfplatz eine Siedlungsstätte befand. Bei der Ferienhaussiedlung wurde ein frühzeitlicher Begräbnisplatz aufgefunden.
Die erste schriftliche Erwähnung von Mezůnov erfolgte im Jahre 1025, als das Benediktinerkloster Insula den Hof erwarb. Später wurde der Ort als Mesanie und seit dem 14. Jahrhundert als Mesaun bzw. Mezouň bezeichnet. Im August 1420 brannten die Hussiten zunächst das Zisterzienserkloster Königsaal nieder und begannen am 10. August 1420 mit der Belagerung und dem Beschuss des Klosters Insula, das sie vier Tage später eroberten und niederbrannten. Ein Teil der Benediktiner konnte in die Propstei St. Johann fliehen. König Sigismund konfiszierte 1421 sämtliche Güter des zerstörten Klosters Insula und schlug sie der königlichen Burgherrschaft Karlstein zu. Die Mezouňer Bauern hatten zwar keine Frondienste auf der weitab gelegenen Burg Karlstein zu leisten, dafür wurden von ihnen hohe Abgaben erhoben. Die daraus erwachsenden finanziellen Lasten, die deutlich höher als in den umliegenden fremdherrschaftlichen Dörfern lagen, führten zur Abwanderung eines Teils der Bevölkerung.
Im Jahre 1436 verpfändete Kaiser Sigismund für treue Dienste die Güter Mezouň und Dobříč an Hospřid von Hostivice.
Später kam Mezouň wieder zur Herrschaft Karlstein zurück. Die wiederholten Plünderungen während des Dreißigjährigen Krieges führten dazu, dass ein Großteil der Bauern ihre Höfe aufgaben und ihren Besitz an den herrschaftlichen Hof abtraten. Die alten Raine wurden 1636 umgepflügt. Nach dem Dreißigjährigen Krieg prosperierte der herrschaftliche Hof, in Mezouň wurde ein Fischteich angelegt und ein Kretscham errichtet. Im 18. Jahrhundert verpachtete die Herrschaft den abgelegenen Hof. Durch Misswirtschaft einiger Pächter verkam er zunehmend und wurde 1781 aufgelöst und wieder parzelliert.
Im Jahre 1846 bestand das im Berauner Kreis gelegene Dorf Mezaun aus 44 Häusern mit 282 Einwohnern, darunter zwei jüdischen Familien. Im Ort gab es einen Kontributions-Schüttboden und ein Wirtshaus, der ehemalige Meierhof war emphyteutisiert. Abseits lagen die acht Häuser der Ortslage Letnik (Letník) sowie die Dominikalwirtschaft U Hagj (V Háji). Pfarrort war Tachlowitz. Bis zur Mitte des 19. Jahrhunderts blieb das Dorf der k.k. Tafel-Herrschaft Karlstein untertänig.
Nach der Aufhebung der Patrimonialherrschaften bildete Mezouň / Mezaun ab 1850 eine Gemeinde im Gerichtsbezirk Beroun. Im selben Jahre wurde im südlichen Teil des Katasters eine Lagerstätte von Töpferlehm sowie weißer und grauer Farberde entdeckt. In der zweiten Hälfte des 19. Jahrhunderts wurde die Eisenerzlagerstätte Nučice durch die Prager Eisenindustrie-Gesellschaft erschlossen. 1868 wurde die Gemeinde dem Bezirk Hořowitz zugeordnet. Der Lehm wurde zunächst nur als Modellierlehm verwendet; nachdem jedoch seine gute Feuerfestigkeit festgestellt worden war, entstand 1887 in Mezouň eine Töpferwerkstatt. Im Jahre 1894 nahm eine weitere Töpferei den Betrieb auf. Die weiße Farberde wurde nach Prag sowie nach Mähren und in die Slowakei verkauft. 1899 gründete sich die Freiwillige Feuerwehr. In den Jahren 1929–1931 wurde das Dorf elektrifiziert. Im Jahre 1932 hatte Mezouň 580 Einwohner. Seit 1936 gehört Mezouň zum Okres Beroun.
Im Jahre 1962 wurde ein Kindergarten eröffnet, im selben Jahre nahm auch die Buslinie Rudná – Beroun den Verkehr auf. Der Abbau von Lehm und Farberde wurde 1969 eingestellt.

## Gemeindegliederung
Für die Gemeinde Mezouň sind keine Ortsteile ausgewiesen. Zu Mezouň gehören die Ortslagen Letník und V Háji.

## Sehenswürdigkeiten
- Kapelle des hl. Johannes von Nepomuk, erbaut 1818. In den Jahren 1973 und 2004 erfolgten Generalreparaturen.
- Gehöft Nr. 3 am Dorfplatz
- Denkmal für die Gefallenen des Ersten Weltkrieges, enthüllt 1925